# 李恒德
李恒德（1921年6月30日—2019年5月28日），男，河南洛阳人，中国材料科学家，中国核材料和金属离子束材料改性科技的先驱之一。

## 生平
1937年考入北洋工学院，因日本侵华战争扩大，辗转流离到陕西城固县学习，1942年取得国立西北工学院学士学位，1947年取得美国卡尼基理工学院硕士学位，1953年取得宾夕法尼亚大学博士学位。
1955年进入清华大学任教，担任清华大学材料科学及工程系教授、博士生导师，1979年任清华大学材料研究所所长，1994年当选中国工程院院士。1997年起兼任清华大学材料研究院学术委员会主任。1999年当选国际材联主席，是首位当选国际学术组织主席的中国学者。

## 社会兼职
- 国家自然科学基金会材料及工程科学部主任（1986年－1994年）
- 国家杰出青年基金委员会副主任
- 中国材料研究学会（C-MRS）理事长（1991年－1999年）、名誉理事长
- 国际材料研究联合会（IUMRS）副主席（1997年－1998年）、主席（1999年－2000年）